# Gornji Dobretin
Gornji Dobretin is een plaats in de gemeente Dvor in de Kroatische provincie Sisak-Moslavina. De plaats telt 15 inwoners (2001).